# 甲酸香叶酯
甲酸香叶酯，分子式C11H18O2。

## 性质
无色透明液体，具有新鲜蔷薇嫩叶的香味。几乎不溶于水，与乙醇、乙醚、氯仿和石油醚混溶。对热不稳定，常压蒸馏会分解。有轻度刺激性。

## 制备
酸催化下无水甲酸与香叶醇进行酯化，再经中和洗涤、减压分馏制得成品。反应式略，见相应化合物分子式。

## 用途
用作香料调合剂、加香剂。